# Козельський табір
Козельський табір — радянський концентраційний табір для утримання польських військовополонених, що знаходився за 5 км від м. Козельська і за 7 км від залізничної станції на території Оптиного пустища та розташованого поблизу неї скиту, де в 1930-ті роки існував санаторій імені Горького. Адресу санаторію слід було вказувати військовополоненим у кореспонденції додому.

## Історія
Начальником цього табору було призначено старшого лейтенанта державної безпеки В. М. Корольова, комісаром — старшого політрука М. М. Алексєєва.
На 1 грудня 1939 року в Козельському таборі, за даними УПВ, утримувалися: контрадмірал, заступник начальника керівництва військово-морського флоту Ксаверій Черницький, генерали бригади Єжи Волковіцький та Броніслав Богатиревич, відставний генерал дивізії Генрік Мінкевич, командувач Люблінського округу генерал бригади Мечислав Сморавінський, князь Еугеніуш Любомирський. Там також перебували 24 полковники, 79 підполковників, 258 майорів, 654 капітани, 17 капітанів морського флоту, 3420 інших офіцерів, 7 капеланів, 3 великі землевласники, 43 чиновники, 85 рядових, 131 біженець та ін. — усього 4727 осіб.
За польськими даними, у Козельському таборі були інтерновані 400 штабних офіцерів, 200 льотчиків, 500 підхорунжих, професори, доценти та інші викладачі вищих навчальних закладів, декілька сотень юристів, інженерів, учителів, понад сто літераторів і журналістів, декілька музикантів та інших творчих працівників, призваних із запасу на початку війни. Представники інтелектуальної еліти Польщі становили понад дві третини «контингенту» цього табору.
Відправка військовополонених із Козельського табору в Смоленськ і далі в Катинь почалася 3 квітня 1940 року. У той день на смерть було відправлено 679 осіб. Такі етапи проходили 6, 10, 15, 18, 21, 28 квітня і 7, 10 травня. Загалом із табору в Смоленськ у квітні — травні 1940 року було відправлено 4403 (за іншими даними 4421) особи.
У квітні — травні 1940 року 4421 в'язня Козельського табору розстріляли та поховали в Катинському лісі під Смоленськом, за 2 км від станції Гнєздова.